# Victor Collin de Plancy
Victor Émile Marie Joseph Collin de Plancy (1853 – 1924) è stato un diplomatico e collezionista d'arte francese.
Era un diplomatico francese di carriera che ha servito la maggior parte della sua vita lavorativa in Corea e la cui collezione privata di arte e antichità dell'Estremo Oriente ha continuato a formare il nucleo della collezione coreana al Musée Guimet di Parigi .  Collin de Plancy prestò servizio per quasi un decennio a partire dal 1884 come ministro francese in Corea.  Fu il primo ministro francese in Corea e pubblicò tre volumi di "Joseon Seoji" mentre lavorava come diplomatico francese a Joseon. Fu il primo straniero a riconoscere il valore storico di Jikji ea presentarlo al mondo attraverso l'Exposition Universelle del 1900 . Su suggerimento di Victor Collin de Plancy, imperatore Gojongdella dinastia Joseon ha partecipato all'Esposizione e ha fatto conoscere la storia e la cultura di Joseon al mondo. Victor Collin de Plancy ha allestito una sala espositiva con hanok all'Esposizione Internazionale di Parigi per esporre oggetti tradizionali coreani e promuoverli nel mondo. A quel tempo, uno dei libri coreani che esponeva al padiglione coreano all'Esposizione Internazionale di Parigi era Jikji , il più antico libro stampato in caratteri metallici esistente. Inoltre, ha accuratamente registrato il valore di Jikji in "Joseon Seoji".  I suoi libri accumulati entrarono a far parte del nucleo della collezione coreana della Bibliothèque Nationale francese e le sue opere d'arte accumulate divennero parte del nucleo del Musée Guimet di Parigi.

## La vita
Collin de Plancy nacque il 22 novembre 1853 a Plancy, una cittadina vicino a Troyes nella regione della Champagne , nella Francia orientale, figlio di Jacques Collin de Plancy , sacerdote gesuita e prolifico scrittore di occultismo il cui nome è ancora molto più familiare in Francia di quello di suo figlio. Nonostante il nome, Collin de Plancy non era di nobile pedigree. Contro le rigide leggi del lignaggio, il padre di Victor aveva aggiunto illecitamente il "de Plancy" al suo cognome di Collin in una mossa che in seguito avrebbe portato accuse contro il figlio. 
Da giovanissimo Victor Collin de Plancy studiò a Parigi presso l'Ecole de l'Immaculée Conception prima di ottenere l'ingresso alla prestigiosa École des Langues Orientales Vivantes, dove si formò in cinese, diplomandosi nel 1877. [5] Sebbene avesse  per entrato nel corpo diplomatico, fu invece inviato a Pechino come interprete junior, spesso un passo preliminare per cercare incarichi consolari. Impedito dal suo stazionamento a Pechino di sostenere l'esame richiesto per l'incarico consolare (amministrato solo a Parigi), era il 1883 prima che ricevesse finalmente la sua ambita posizione consolare, quando fu nominato console di seconda classe a Pechino. Nel 1884 fu promosso console francese ad interim a Shanghai, dove prestò servizio durante la guerra sino-francese, distinguendosi per i servizi resi a una flotta francese colpita dal colera che si trovava a Shanghai durante il conflitto per il quale fu nominato Ufficiale della Legion d'Onore .  Fu durante questo incarico che Collin de Plancy servì brevemente come primo console francese in Corea, quando furono aperte le relazioni con quel paese nel 1887. Avrebbe continuato a servire come console francese in Giappone prima di tornare in Corea nel 1896 come il console francese residente in quel paese. Fatta eccezione per i lunghi congedi per malattia nel 1899-1900 e 1905-1906, Collin de Plancy trascorse gli anni dal 1896 al 1906 a Seoul, dove alla fine sarebbe stato promosso ministro a pieno titolo. Avrebbe servito solo brevemente come ministro francese a Bangkok nel 1906 prima di richiedere il pensionamento completo nel 1907.
Il giovane Collin de Plancy è stato descritto alternativamente come laborioso, imparziale e istruito, pur essendo lodato anche per le sue qualità più sociali: fascino, eleganza dei modi, gusto impeccabile e forse, cosa più importante, amabilità. L'introduzione alle sue carte raccolte nel ministero degli Esteri francese rileva le qualità per le quali Collin de Plancy sembrava più noto, "il suo tatto, cortesia e modi raffinati" e come uno che eccelleva in "questioni di etichetta ... ma che raramente si avventurava nel regno delle idee generali". A Seoul divenne famoso per le sue affascinanti feste in giardino. Particolarmente apprezzate furono le sue "feste del crisantemo" che si tenevano ogni autunno nei giardini della legazione francese, durante le quali gli ospiti passeggiavano per i tranquilli terreni in mezzo alla nascente capitale, ammirando il parco con le sue serre di fiori.  Nel 1896 De Plancy aveva costruito un elegante complesso in stile europeo per la legazione francese, riempiendolo di oggetti d'antiquariato provenienti dal castello di Chenonceaux. Lui stesso era un collezionista; il suo rispettabile assortimento di arte e ceramica asiatica è stato infine donato al Musée Guimet di Parigi, dove costituisce una parte fondamentale della collezione coreana. Victor Collin de Plancy non si è mai sposato.
L'acume diplomatico di Collin de Plancy si è rivelato un vantaggio per gli interessi francesi in Corea durante l'ultimo decennio circa del XIX secolo. Si occupò di ottenere la concessione della linea Seoul - Uiju per Five-Lilles, negoziando personalmente con il ministro degli Esteri coreano. Insieme alla suddetta concessione ferroviaria, ha anche presentato una petizione con successo per i diritti minerari per conto di società francesi lungo la ferrovia proposta. Tuttavia, altri sforzi guidati da Collin de Plancy per ottenere concessioni ferroviarie a Mokpo e Wonsan non ebbero molto successo. 
Collin de Plancy riuscì ad aumentare la visibilità e il prestigio francese in altri regni con maggior successo che nelle ferrovie e nelle miniere. In qualità di capo diplomatico francese in Corea e godendo di un'ampia gamma di contatti, Collin de Plancy fu il cardine naturale per l'espansione dell'influenza francese. Collin de Plancy aiutò un certo signor Saltarel a stabilire contatti ufficiali a Seoul al suo arrivo come rappresentante di diverse compagnie francesi all'inizio del 1898. Saltarel alla fine ottenne una concessione mineraria in Corea. Alla fine del 1899 un addetto militare francese in Cina, il comandante Polyeucte Vidal, fu coinvolto anche grazie agli sforzi di Collin de Plancy per valutare lo stato dell'arsenale coreano e formulare raccomandazioni sul suo miglioramento e sulla creazione di un'industria di armi coreana. Alla fine i francesi, rappresentati da Vidal, si unirebbe ai russi in una campagna reciproca per riorganizzare l'arsenale coreano. Collin de Plancy ha anche coinvolto un esperto delSèvres Ceramic Works per raccomandare modi per modernizzare ed espandere l'industria della porcellana coreana. Ma il rappresentante più in vista della Francia, dietro lo stesso Collin de Plancy, era senza dubbio E. Clemencet, che era stato portato in Corea nel 1898, poco dopo l'ingresso della Corea nell'Unione postale internazionale, per organizzare un moderno servizio postale coreano. All'apertura dell'ufficio di presidenza nel gennaio 1900, Clemencet inviò la prima lettera internazionale a Collin de Plancy (allora in congedo in Francia), come "l'unico giusto omaggio" all'uomo che aveva contribuito così tanto a rendere il servizio una realtà. Il console francese si dimostrò anche determinante nell'aprire la strada alla partecipazione della Corea all'Esposizione Universale di Parigi del 1900.
Nel 1906, poco dopo che la Corea divenne un protettorato del Giappone, Collin de Plancy lasciò la Corea per un incarico a Bangkok, in Tailandia. Andò in pensione l'anno successivo. Dopo la sua morte nel 1924, gran parte della sua collezione d'arte e di libri entrò in possesso del Musée Guimet, della Bibliothèque Nationale de France e del Collège de France.
Collin de Plancy era anche un naturalista dilettante e autore di numerosi testi sugli insetti e rettili della sua nativa Francia.